# Dirceu Azevedo Borges
Dirceu Azevedo Borges (Barretos, 12 de abril de 1932 — São Paulo, 20 de agosto de 2020) foi um publicitário, empresário, escritor e pecuarista brasileiro, reconhecido por suas contribuições significativas à pecuária no Brasil, especialmente no melhoramento genético de raças zebuínas.

## Biografia
Nascido em Barretos, onde foi engraxate, Borges formou-se em publicidade na primeira turma da Escola Superior de Propaganda e Marketing, em São Paulo, ao lado de nomes como Roberto Duailibi e Francisco Gracioso. Iniciou sua carreira como publicitário na J. Walter Thompson, na década de 1950.
Em setembro de 1971, associou-se a Renato Castelo Branco e fundou a agência Castelo Branco, Borges e Associados (CBBA), junto a Hilda Schützer, Geri Garcia, Roberto Palmari e Wanderley Saldiva. Naquele período, a CBBA figurou entre as principais agências de publicidade do país e veio a se tornar a primeira agência brasileira a ser presidida por uma mulher, Hilda Schützer.

Anúncio da Cheques Cardápio em revista, em 1997

No final da década de 1970, época da criação do Programa de Alimentação do Trabalhador, que visava reduzir os problemas nutricionais dos trabalhadores brasileiros, tornou-se sócio da Cheques Cardápio, uma das empresas pioneiras do mercado de vale-refeição no Brasil. Em 1996, a Cheques Cardápio associou-se ao grupo francês Sodexo, que adquiriu o controle integral sobre a empresa em 1999.

## Nova Índia Genética
No final da década de 1980, Borges e o criador Lúcio Carvalho Costa fundaram a empresa Nova Índia Genética S/A, especializada na inseminação artificial e no transplante de embriões bovinos. A sede da empresa, instalada em uma fazenda em Uberaba, Minas Gerais, foi construída para reproduzir em 6 mil metros quadrados um palácio da cidade indiana de Jaipur.

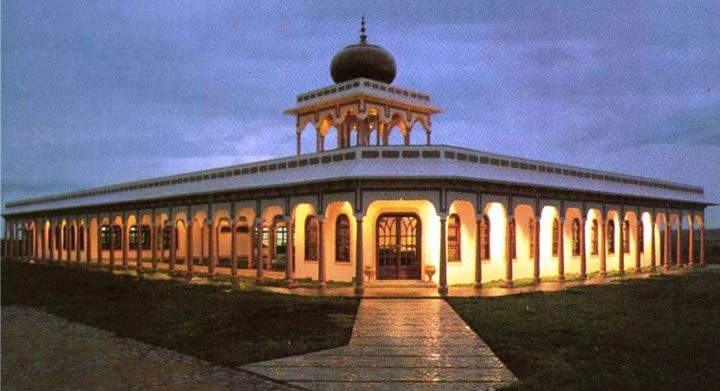
Edifício sede da Nova Índia Genética, em Uberaba, MG

Sob a liderança de Borges, a Nova Índia criou, em parceria com a Embrapa, o método Shiva de treinamento de inseminadores, que revolucionou a formação de mão de obra nessa área, por dispensar a prática em animais vivos e reduzir o tempo do treinamento em 50% e o custo em 70%. Desenvolveu também o Programa Gir 2000, direcionado para a raça Gir Leiteiro, em parceria com a Embrapa Gado de Leite, ABCZ, ABCGil, Associação do Girolando e Uniube.
Destacados reprodutores e consagradas matrizes zebuínas foram alojados nas terras mineiras da Nova Índia – entre eles a matriarca Bilara PO da Nova Índia. Considerada um marco da seleção de nelore, a matriz viveu por 19 anos – 10 deles, na Nova Índia – e deixou 172 filhos, quase todos fruto da tecnologia de embriões.
A partir dos anos 2000, a Nova Índia, que foi uma das principais centrais de produção e comercialização de sêmen bovino do país, perdeu participação no mercado para multinacionais que importam e exportam material genético a partir de suas bases de produção no exterior. Após dificuldades financeiras e o insucesso de tentativas de reestruturação, a sede da empresa foi arrematada em leilão e a sua falência foi decretada em fevereiro de 2016.

## Fundação Peirópolis
Além de suas realizações nos negócios, em 1994, Dirceu Borges instituiu a Fundação Peirópolis, dedicada ao desenvolvimento de atividades em valores humanos com natureza educativa, científica e cultural, localizada no bairro rural de Peirópolis, em Uberaba. A fundação foi criada para disseminar o programa de Educação em Valores Humanos do educador indiano Sathya Sai Baba, centrado em conceitos como a verdade, a ação correta, a paz, o amor, a não-violência e a verdade como base de renovação dos valores da humanidade. Em 2024, a pedido do Ministério Público de Minas Gerais, a Justiça determinou intervenção na Fundação Peirópolis, que se encontrava "acéfala e inativa", nomeando uma comissão gestora provisória.

### Comunidade Biossocial Harambê

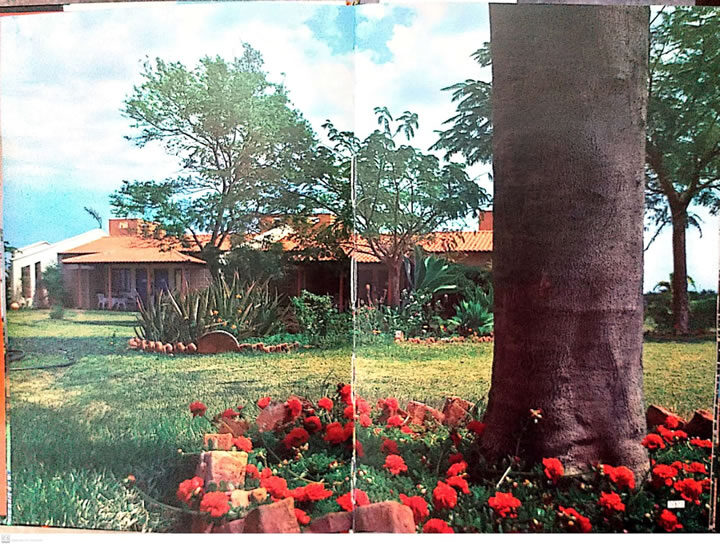
Vista da comunidade biossocial Harambê

Em seu livro O Que Você Vai Fazer em Dezembro (1975), Borges idealizou uma comunidade biossocial e autossustentável para idosos chamada "Harambê", que em suaíli - língua oficial do Quênia - significa “vamos trabalhar juntos”. Décadas depois, a partir da Fundação Peirópolis, Borges transformou o conceito da ficção em realidade, construindo a comunidade em uma fazenda de 70 hectares, doada pelas irmãs Lia e Therezinha Peiró, em Peirópolis, bairro de Uberaba. O ambiente permitiria à terceira idade um ideal de vida, por meio da convivência social, atividades físicas, produtivas e, acima de tudo, prazerosas, evitando a solidão e a depressão. O projeto Harambê recebeu o 6º Prêmio Marketing Best de Responsabilidade Social, por sua visão inovadora sobre envelhecimento digno e sustentabilidade.

## Morte
Dirceu Borges faleceu em 20 de agosto de 2020, aos 88 anos, em São Paulo, por complicações decorrentes da COVID-19. Várias entidades do setor pecuário prestaram-lhe homenagens.

## Obras
- O Ídolo de Cedro (1964)
- Os Sons Sem os Sinos (1970)
- O Que Você Vai Fazer em Dezembro (1975)
- O Talismã das Amazonas (1988)

### Minissérie O Cometa
O romance O Ídolo de Cedro, de Dirceu Borges, foi adaptado para a TV na minissérie O Cometa, escrita por Manoel Carlos e exibida pela Rede Bandeirantes entre 21 de agosto e 15 de setembro de 1989.